# Viorel Cataramă
Viorel Cataramă (ur. 31 stycznia 1955 w Bacău) – rumuński przedsiębiorca, ekonomista i polityk, senator, kandydat w wyborach prezydenckich w 2019.

## Życiorys
Ukończył szkołę średnią w rodzinnej miejscowości, a w 1980 studia na wydziale handlu Akademii Studiów Ekonomicznych w Bukareszcie. Na tej samej uczelni doktoryzował się z ekonomii. W latach 80. pracował jako ekonomista, od 1987 był dyrektorem regionalnym w belgijskiej firmie Belco. W 1990 założył przedsiębiorstwo Elvila zajmujące się produkcją mebli, na bazie której powstała grupa spółek, w których obejmował stanowiska prezesa i dyrektora generalnego. Stał się jednym z najbogatszych przedsiębiorców w Rumunii, w 2011 „Forbes” szacował jego majątek na 175–178 milionów euro.
Od 1992 do 1996 pełnił funkcję przewodniczącego Rumuńskiej Federacji Tenisowej. Na początku lat 90. zaangażował się również w działalność polityczną, dołączając do ugrupowania PNL-Aripa Tânără. Był sekretarzem stanu w ministerstwie handlu i turystyki w rządzie, którym kierował Petre Roman. W 1992 został przewodniczącym liberalnej partii NPL, z którą w 1993 dołączył do Partii Narodowo-Liberalnej. W latach 1996–2000 z jej ramienia zasiadał w rumuńskim Senacie. Kilkanaście lat później założył ugrupowanie Dreapta Liberală. W 2019 kandydował w wyborach prezydenckich, otrzymując w pierwszej turze głosowania 0,5% głosów.